# François Pupponi
François Pupponi, né le 31 juillet 1962 à Nantua (Ain), est un administrateur des finances publiques et homme politique français.
Membre du Parti socialiste jusqu'en 2018, il est maire de Sarcelles de 1997 à 2017 et député de la 8e circonscription du Val-d'Oise de 2007 à 2022. Il rejoint Territoires de progrès et le groupe MoDem en 2020.

## Situation personnelle
Francois Pupponi est corse, sa maison familiale se trouvant toujours dans l'Alta Rocca, en Corse, il est longtemps inspecteur des impôts (catégorie A) puis directeur divisionnaire des impôts en 2003 (arrêté ministériel du 4 avril 2003).

## Parcours politique

### Débuts
Il entre au conseil municipal de Sarcelles lors de l'alternance de 1995, élu premier adjoint de Dominique Strauss-Kahn. Il lui succède à la tête de la mairie le 3 juin 1997 et devient conseiller général du Val-d'Oise, élu dans le canton de Sarcelles-Nord-Est l'année suivante.

### Années 2000
Réélu au premier tour lors des municipales de 2001, avec 58 % des suffrages contre 22 % au RPR Jean-Claude Mestre, il poursuit la politique initiée par Dominique Strauss-Kahn, mettant en place le plan de rénovation urbaine du Grand-Ensemble, engageant la desserte de la ville par le tramway T5, et projetant la création de 2 500 emplois par la construction d'un nouveau centre commercial.
Le Parti socialiste l'investit pour l'élection législative partielle dans la huitième circonscription du Val-d'Oise en décembre 2007, organisée à la suite de la nomination de Dominique Strauss-Kahn à la présidence du FMI. Opposé principalement à Sylvie Noachovitch, avocate chroniqueuse sur TF1 investie par l'UMP, qui avait mis en ballotage défavorable Dominique Strauss-Kahn lors des législatives de juin 2007, il se présente comme élu de terrain et mise sur sa proximité avec le député sortant, auquel il a déjà succédé à la mairie de Sarcelles. Après les émeutes de novembre 2007 à Villiers-le-Bel, l'une des quatre communes composant la circonscription, il axe sa campagne sur la défense des banlieues, s'en proclamant le « porte-parole » contre le « sentiment d'injustice et de ghettoïsation » et appelant les électeurs à « voter pour battre la droite et faire barrage à Sarkozy ». En tête au premier tour avec 38,33 % des votes, il est élu député avec 54,3 % contre 45,7 % pour sa rivale UMP, le 16 décembre dans une élection marquée par une forte abstention aux deux tours (74 % et 69 %). Il siège dans la commission de la Défense nationale et des Forces armées, il est vice-président du groupe d'études sur les vols de nuit et nuisances aéroportuaires, et membre des groupes d'études « Pauvreté, précarité et sans abri » et « Voies navigables et transports multimodaux ».
En mars 2008, il est réélu maire de Sarcelles au premier tour avec 68,8 % des suffrages, grâce à une alliance de premier tour avec la liste bleue, contre 17,2 % à l'UMP Patrick Toulmet et 9,1 % au MRC Rachid Adda. En raison d'un cumul de trois mandats, il quitte l'Assemblée départementale en juillet 2008. À la suite du 2e tour de l'élection cantonale partielle organisée dans le canton de Sarcelles-Nord-Est le 19 octobre 2008, il est remplacé au Conseil général par le socialiste Youri Mazou-Sacko.

### Années 2010
Il signe en 2011 une lettre ouverte de parlementaires, demandant à Nicolas Sarkozy de s'opposer, au nom de la France, à la reconnaissance de l’État de Palestine le 23 septembre 2011 aux Nations unies. En décembre 2014 il fera d'ailleurs partie des 5 députés (Laurent Cathala, David Habib, Monique Iborra, Armand Jung) de gauche en France à s'abstenir à l'Assemblée nationale lors du vote sur la résolution pour la reconnaissance d'un État palestinien.
En juillet 2011, le juge Serge Tournaire, qui instruit le dossier du Cercle de jeu Wagram à Paris pour "blanchiment d'argent" et "extorsion", décide de le placer sur écoute, mis en cause par un de ses employés municipaux pour subornation de témoin dans l'affaire du cercle Wagram. Placé sous le statut de témoin assisté, il n'est pas mis en examen.
L'année suivante, il est investi par le Parti Socialiste sur la 8e circonscription du Val-d'Oise, dont il est le député sortant, aux élections législatives de 2012 avec Hussein Mokhtari, conseiller général du Val-d'Oise et conseiller municipal de Garges-les-Gonesse, comme suppléant. Il obtient plus de la moitié des suffrages au premier tour mais est contraint, à cause de la forte abstention, à un second tour où il améliore de plus de dix points son score.
Il est ensuite réélu maire de Sarcelles, après que sa liste a obtenu 63,1 % au premier tour des municipales de 2014, dans un contexte pourtant défavorable à la gauche.
En 2017, un communiqué d'En marche le présente comme candidat du parti pour les élections législatives, mais l'intéressé dément avoir sollicité une telle investiture, ne revendiquant que celle du PS. Il n'a toutefois aucun opposant LREM face à lui, ce qui facilite sa réélection. Au second tour, il est opposé à Samy Debah, fondateur du Collectif contre l'islamophobie en France, qui se présente comme candidat « indépendant ». François Pupponi le bat largement mais affirme que la candidate La France insoumise (éliminée au premier tour) a appelé à voter contre lui : « Ce qu'on appelle l'islamo-gauchisme, je l'ai vécu en direct ». Le député-maire affirme par ailleurs que les « réseaux salafistes » ont tenté d'infiltrer plusieurs villes de son département : « Ça a commencé par du soutien scolaire dans une maison de quartier, puis dans une MJC, puis ils ont présenté des candidats aux élections de parents d'élèves ».
Dans un article du Monde diplomatique d'août 2017, François Pupponi est accusé de clientélisme et sa politique de la ville est mise au pilori. Sont notamment pointés « les propos creux sur le vivre-ensemble cherchant à dissimuler la mise en concurrence des « communautés » nationales et religieuses » ainsi qu'un « dédain » à l'égard de la jeunesse, notamment vivant en banlieue.
Le 29 août 2017, il annonce sa démission de son mandat de maire de Sarcelles pour se mettre en conformité avec la loi limitant le cumul des mandat, bien qu'il la désapprouve. En attendant l'élection de son remplaçant le 7 septembre, l'intérim est assuré par son premier adjoint de la ville, Nicolas Maccioni. En juillet 2018, La Gazette des communes indique qu'il est « resté très influent à l'hôtel de ville de Sarcelles. Au point de provoquer la démission de son successeur, Nicolas Maccioni ». Resté membre du conseil municipal, il en démissionne en octobre 2019, tout en indiquant rester intéressé à redevenir élu municipal lors des élections de 2020. Il est alors en conflit ouvert avec son successeur, Patrick Haddad.
Il soutient la candidature de Luc Carvounas pour le congrès d'Aubervilliers du PS, en 2018. En juillet 2018, il ne fait plus partie du Parti socialiste, déclarant : « J’ai quitté le PS mais je reste socialiste, mes convictions n’ont pas changé ». Il continue cependant de siéger au sein du groupe Nouvelle gauche à l’Assemblée. Il dit avoir pris cette décision à la suite de la crise engendrée par le départ de Nicolas Maccioni, l’ancien premier adjoint qui était devenu maire en septembre 2017. En octobre 2018, il quitte le Groupe socialiste de l'Assemblée nationale pour cofonder le Groupe Libertés et territoires, dont plusieurs membres sont corses.

### Années 2020
Au premier tour des élections municipales de 2020, il figure en troisième position sur la liste divers gauche conduite par son collaborateur parlementaire François-Xavier Valentin. Alors que celle-ci est devancée par la liste socialiste du maire sortant Patrick Haddad, François Pupponi décide à la surprise générale de prendre la tête de la liste — qui a fusionné avec deux autres listes éliminées — en vue du second tour. Lors du vote, la liste menée par François Pupponi réunit 42 % des suffrages, contre 58 % pour la liste du maire sortant. Ces élections constituent son premier revers en plus de vingt ans de vie politique.
Il rejoint le groupe Mouvement démocrate et démocrates apparentés en décembre 2020.
Il est battu par Carlos Martens Bilongo (NUPES) lors du second tour des élections législatives de 2022, obtenant 38,28 % des suffrages exprimés face au candidat NUPES, qui obtient 61,72 % des voix.

## Positionnement
Au sein du PS, il est proche de la mouvance représentée par Dominique Strauss-Kahn. Il défend par ailleurs des positions pro-israéliennes.
Franc-maçon, il est membre de la loge parisienne « Fraternité-Pasquale Paoli », du Grand Orient de France.

## Logement
François Pupponi est le coauteur avec Jean-Luc Laurent d'un amendement à la loi ALUR, adopté en première lecture à l’Assemblée nationale le 17 septembre 2013. Cet amendement prévoyait que les cessions de parts sociales de SCI et de sociétés à prépondérance immobilière s’effectueraient dorénavant par acte authentique. Autrement dit, il augmentait le monopole des notaires et le coût des transmissions de parts de SCI au profit de ceux-ci. Cet amendement a été annulé le 8 octobre 2013 par la Commission des affaires économiques du Sénat.
En novembre 2014, il succède à Michel Delebarre à la présidence de l'Agence nationale pour la rénovation urbaine.
En juillet 2017, il s'élève contre la décision du gouvernement Philippe de baisser de manière uniforme l'allocation personnalisée au logement.

## Affaires

### Abus de biens sociaux envers la société de chauffage urbain de Sarcelles
À la fin des années 2000, il est inquiété pour des soupçons d'abus de biens sociaux portant sur une somme de 25 800 euros dépensés à des fins personnelles entre 2004 et 2006, selon la brigade financière de Versailles, avec la carte de crédit de SEM Chaleur, la société de chauffage urbain de Sarcelles,.
Le 5 janvier 2022, il est condamné par le tribunal correctionnel de Pontoise à 5 000 € d'amendes pour dépenses abusives, et à rembourser la SEM Chaleur des dépenses irrégulières, ainsi que d'une partie de ses frais d'avocats. François Pupponi réaffirme son innocence et déclare faire appel, ce qui suspendra l'exécution du jugement,.

### Clientélisme communautaire
François Pupponi a été plusieurs fois pointé du doigt par son opposition de gauche républicaine, dirigée localement par Rachid Adda, pour ses pratiques clientélistes mises en œuvre à l'échelle de Sarcelles dans sa gestion municipale et de la 8e circonscription du Val-d'Oise où il est élu.
En 2005, il suscite la polémique en réservant un créneau horaire de la piscine municipale, le dimanche matin, à une association de juifs loubavitch, très religieux, qui refusaient qu'hommes et femmes se baignent en même temps.
En 2008, il admet dans sa majorité La liste Bleue une liste de juifs ultra-orthodoxes, que Dominique Strauss-Kahn qualifiait en 2001 de « honte pour la République ».
Au cours de la campagne des législatives de 2017, qui l'opposent au second tour à Samy Debah, professeur dans un lycée de Garges-lès-Gonesse, ville mitoyenne de Sarcelles et fondateur du CCIF (Collectif contre l'islamophobie en France), qu'il avait quitté quelques mois avant l'élection, il fait campagne auprès des communautés religieuses. Une vidéo publiée par la presse confessionnelle le montre ainsi un vendredi en pleine campagne, attendant dans l'arrière-cour d'une mosquée de Garges-lès-Gonesse devant des rangées de fidèles en génuflexion en train de prier.
Il fait également deux interventions publiques au cours de la kermesse organisée par l'association musulmane turque Millî Görüş (qu'il mettra ensuite en cause en tant que député comme une émanation de l'islam politique), les 6 et 7 mai 2017. Il y rappelle son soutien à l'association, matérialisée par le prêt par la mairie de Sarcelles qu'il dirige de moyens municipaux (locaux, cars…) et promet la cession d'un terrain municipal à celle-ci pour la création de son centre culturel. Le 29 mai 2017, il signe même un document garantissant la cession de terrain, adressé au responsable du Millî Görüs de Sarcelles. Réélu député, la cession du terrain n'a pas lieu, François Pupponi l'ayant en fait déjà promis à l’évêché de Pontoise.
Au cours des municipales 2020, la synagogue de Sarcelles, Beth El, organise avec François Pupponi une réunion publique en pleine campagne dans ses locaux. Face à la polémique générée par cette annonce, la réunion est finalement annulée[réf. nécessaire].
Interrogé par Mediapart, François Pupponi assume de faire campagne dans les arrières cours des mosquées et des synagogues, affirmant que « Dans les quartiers vous faites des promesses aux communautés. Les promesses se font là où les gens se réunissent », reconnaissant que « c'est un problème ».

## Publications
- Les émirats de la République - Comment les islamistes prennent possession de la banlieue, Les éditions du Cerf, 2020,  (ISBN 978-2204134163)[36],[37].
- La gauche en perdition, Les éditions du Cerf, 2023.